# Vienna Independent Shorts

Logo

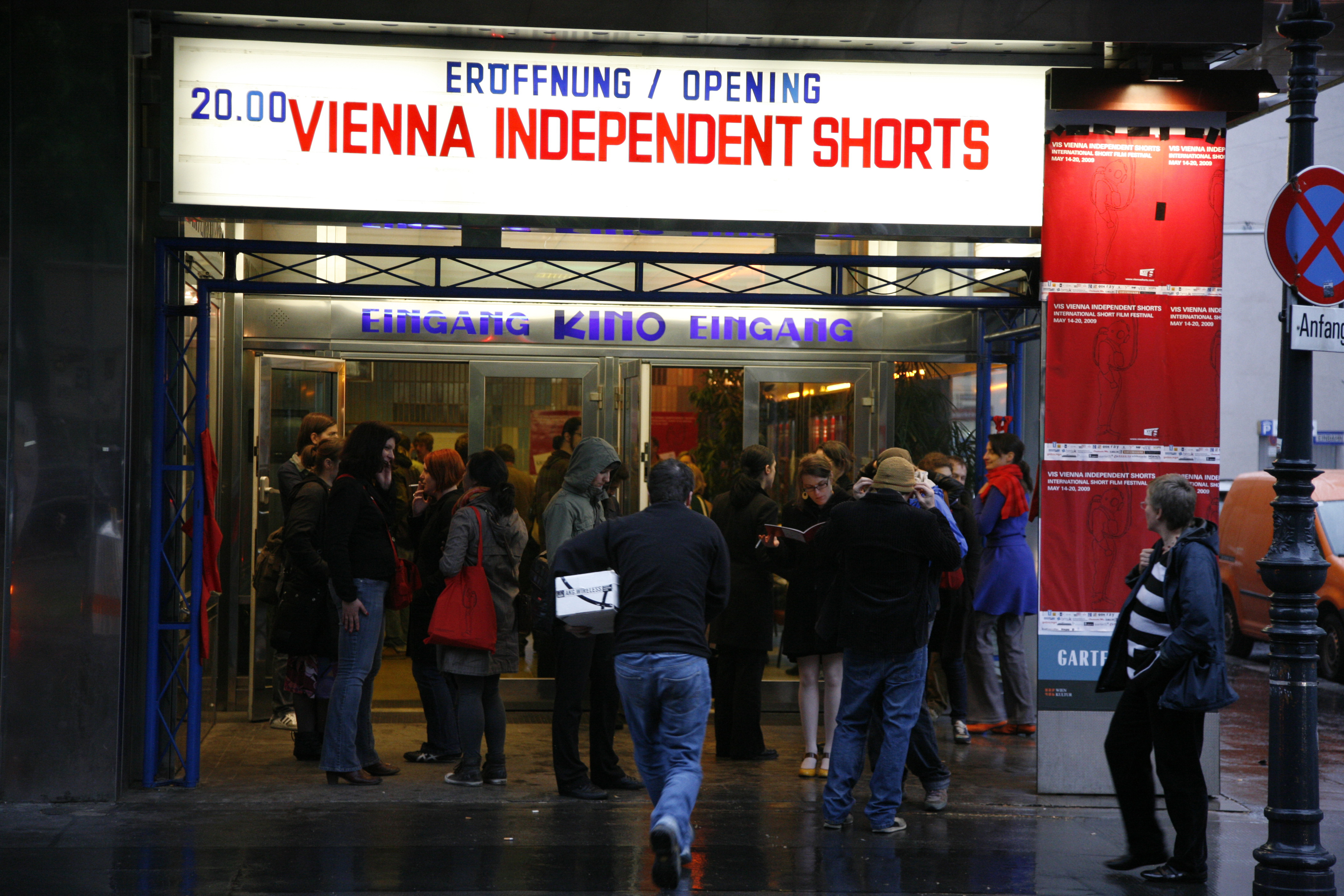
l'entrée du Gartenbaukino le jour du début du festival

Vienna Independent Shorts (VIS) est un festival international du court-métrage ayant lieu tous les ans à Vienne.

## Informations générales
Le festival projette des films narratifs et expérimentaux jusqu'à une durée de 30 minutes. Bien que ce soit la manifestation la plus grande pour des courts-métrages  en Autriche, avec 2 600 visiteurs (VIS 2006) elle soit évidemment plus petite que les festivals comparables en France.
- La devise du festival : Court-métrage - C'est tout, sauf long.

Les Shorts d'or sont le prix principal ; un prix d'auditoire, décerné depuis 2005.
| Année | Période          | Lauréat des Shorts d'or                         | Nombre des films |  |
| ----- | ---------------- | ----------------------------------------------- | ---------------- |  |
| 2004  | 6 juin - 12 juin | pas de concours                                 | 125              |  |
| 2005  | 22 mai - 28 mai  | «Balls» de Stefan Wolner (Autriche)             | 100              |  |
| 2006  | 21 mai - 28 mai  | «Mort à l'écran» d’Alexis Ferrebeuf (France)    | 217              |  |
| 2007  | 15 mai - 20 mai  | «Quelque chose en O» de Marc Schaus (Belgique)  | 230              |  |
| 2008  | 16 mai - 23 mai  | «Kak stat stervoi» d’Alina Rudnitskaya (Russie) | 921              |  |
| 2009  | 14 mai - 20 mai  | «14» d'Asitha Ameresekere (Royaume-Uni)         | 1129             |  |
| 2010  | 27 mai - 2 juin  | «In the Air» de Liza Johnson (États-Unis)       | 1800             |  |

Les lieux de la manifestation sont des divers cinémas publics viennois et le cinéma en plein air de l'église réformée dans le centre-ville de Vienne.

## Histoire et l'origine
La collaboration des institutions divers s'occupant de la présentation des courts-métrages a donné l'impulsion pour la formation du festival pour améliorer la perception publique des courts-métrages.
Depuis mai 2005, le festival est organisé exclusivement par l'association Independent Cinema.